# Mychajlo Chalilov
Mychajlo Mychajlovyč Chalilov (in ucraino Михайло Михайлович Халілов?; trasl. angl. Mikhaylo Khalilov; Mykolaïv, 3 luglio 1975) è un ex ciclista su strada ucraino, professionista dal 2000 al 2010.

## Carriera
Dopo una buona carriera dilettantistica, venne chiamato a disputare gli ultimi quattro mesi del 2000 da stagista con la Aguardiente Néctar-Selle Italia di Gianni Savio. Nel novembre 2000 corse quindi il Tour du Faso in Burkina Faso, vincendo cinque tappe e la classifica generale. La squadra di Savio lo mise così sotto contratto e dopo un paio anni lo portò al Giro d'Italia: nel 2003 giunse ottantanovesimo in classifica generale mentre l'anno successivo non concluse la gara.
Nel 2005 vinse il campionato ucraino e si piazzò a podio in diverse classiche italiane, arrivando anche diciannovesimo nella classifica dell'UCI Europe Tour. Nel 2006 si aggiudicò il campionato mondiale militare, facendo poi bene alla Tirreno-Adriatico e al Giro di Lombardia, mentre nel 2007 chiuse quinto alla Milano-Torino. Il 2008 fu caratterizzato ancora da buoni risultati, come il terzo posto nella Monte Paschi Eroica e le vittorie nella Coppa Sabatini, nel Gran Premio Industria e Commercio di Prato e nel Memorial Cimurri.
Nel 2010 è sotto contratto con il Team Katusha, ma non coglie vittorie (si classifica sedicesimo alla Parigi-Roubaix) e al termine della stagione non viene confermato. Abbandona così l'attività professionistica.

## Palmarès
- 1995 (dilettante)

3ª tappa Circuit Franco-Belge
7ª tappa Circuit Franco-Belge
- 1999 (dilettante)

Trofeo Stefano Fumagalli
- 2000 (dilettante)

Giro della Provincia di Biella
- 2000 (Aguardiente Néctar-Selle Italia, sette vittorie)

2ª tappa Tour du Faso
3ª tappa Tour du Faso
8ª tappa Tour du Faso
10ª tappa Tour du Faso
11ª tappa Tour du Faso
Classifica generale Tour du Faso
- 2002 (Colombia-Selle Italia, una vittoria)

6ª tappa Tour de Bulgarie
- 2003 (Colombia-Selle Italia, due vittorie)

1ª tappa Tour du Sénégal
4ª tappa Tour du Sénégal
- 2005 (LPR-Piacenza, due vittorie)

Campionati ucraini, Prova in linea
5ª tappa Vuelta a Asturias
- 2006 (LPR, due vittorie)

Hel van het Mergelland
Campionato mondiale militare su strada
- 2008 (Ceramica Flaminia-Bossini Docce, cinque vittorie)

Gran Premio Industria e Commercio di Prato
Memorial Cimurri
4ª tappa Circuit de la Sarthe
Grand Prix de la Ville de Rennes
Coppa Sabatini

## Piazzamenti

### Grandi Giri
- Giro d'Italia

2002: 84º
2003: ritirato

### Classiche monumento
- Parigi-Roubaix

2010: 16º
- Giro di Lombardia

2006: 12º

### Competizioni mondiali
- Campionato del mondo

Verona 2004 - In linea Elite: 28º
Madrid 2005 - In linea Elite: 42º
Stoccarda 2007 - In linea Elite: ritirato
Varese 2008 - In linea Elite: 54º
- Giochi olimpici

Atlanta 1996 - In linea: ritirato